# Gouvernement Joaquín Sánchez de Toca
Royaume d'Espagne
Maura IV Muñoz I
Le gouvernement Joaquín Sánchez de Toca est le gouvernement du royaume d'Espagne, en fonction le 20 juillet 1919 au 12 décembre 1919.

## Composition
| Portefeuille                       | Titulaires | Titulaires                           | Parti              |
| ---------------------------------- | ---------- | ------------------------------------ | ------------------ |
| Président du Conseil               |            | Joaquín Sánchez de Toca              | Parti conservateur |
| Ministre d'État                    |            | Salvador Bermúdez de Castro O'Lawlor | Parti conservateur |
| Ministre des Grâces et de Justice  |            | Pascual Amat                         | Parti conservateur |
| Ministre de la Guerre              |            | Antonio Tovar y Marcoleta            | sans étiquette     |
| Ministre de la Marine              |            | Manuel de Flórez y Carrió (es)       | sans étiquette     |
| Ministre des Finances              |            | Gabino Bugallal                      | Parti conservateur |
| Ministre du Gouvernement           |            | Manuel de Burgos y Mazo              | Parti conservateur |
| Ministre de l'Instruction publique |            | José del Prado Palacio (es)          | Parti conservateur |
| Ministre du Ravitaillement         |            | Carlos Cañal                         | Parti conservateur |